# Лаки (Пермский край)
Лаки — посёлок при железнодорожной станции в межселенной территории Горнозаводского района Пермского края России. Возник при железнодорожной станции Лаки.

## Географическое положение
Посёлок расположен в горной, лесистой местности Среднего Урала, у реки Малый Пестерек, южнее истока реки Большая Саранка, к югу от автодороги 57К-1103,  примерно в 32 км к северо-востоку от города Горнозаводск, к северо-западу от ближайшего крупного населённого пункта ПГТ Тёплая Гора и к югу от ближайшего населённого пункта посёлка Сараны.

## Инфраструктура
Станционный посёлок Лаки имеет путевое железнодорожное хозяйство, полностью находится на балансе РЖД. Другие промышленные предприятия и объекты инфраструктуры в посёлке отсутствуют. Жители посёлка работают на железной дороге и ведут сельское хозяйство.

## Население
| 2010 |
| ---- |
| 4    |

## Транспорт
До посёлка можно добраться из Горнозаводска и Тёплой Горы на электричке до станции Лаки и на проходящем до посёлка Сараны пригородном автобусе.

## Топографические карты
- Лист карты O-40-58 Бисер. Масштаб: 1 : 100 000. Состояние местности на 1980 год. Издание 1987 г.